# ساندرا لانغ
ساندرا لانغ (بالصينية: 仙杜拉) هي مغنية صينية، ولدت في 1943 في الولايات المتحدة.

## وصلات خارجية
- ساندرا لانغ على موقع IMDb (الإنجليزية)
- ساندرا لانغ على موقع ميوزك برينز (الإنجليزية)
- ساندرا لانغ على موقع قاعدة بيانات الفيلم (الإنجليزية)